# Fontaine de Saint-Tugal
La fontaine de Saint-Tugal est une fontaine située à Laval, dans le département de la Mayenne.

## Histoire
La fontaine de Saint-Tugal, réalisée en marbre de Saint-Berthevin  est construite au début du XVIIe siècle. Des travaux sont effectués en 1741 afin qu'elle puisse recevoir le trop plein de la fontaine du Palais par un canal voûté. 
Elle est rénovée en 1996. 
Ce bâtiment fait l’objet d’une inscription au titre des monuments historiques depuis le 5 avril 1930.